# Doppelgänger

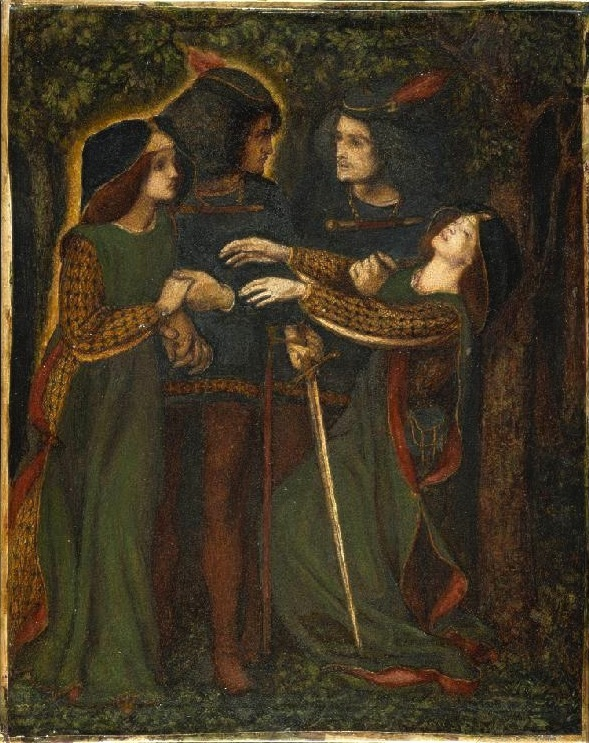
Dante Gabriel Rossetti, How They Met Themselves, màu nước, 1864

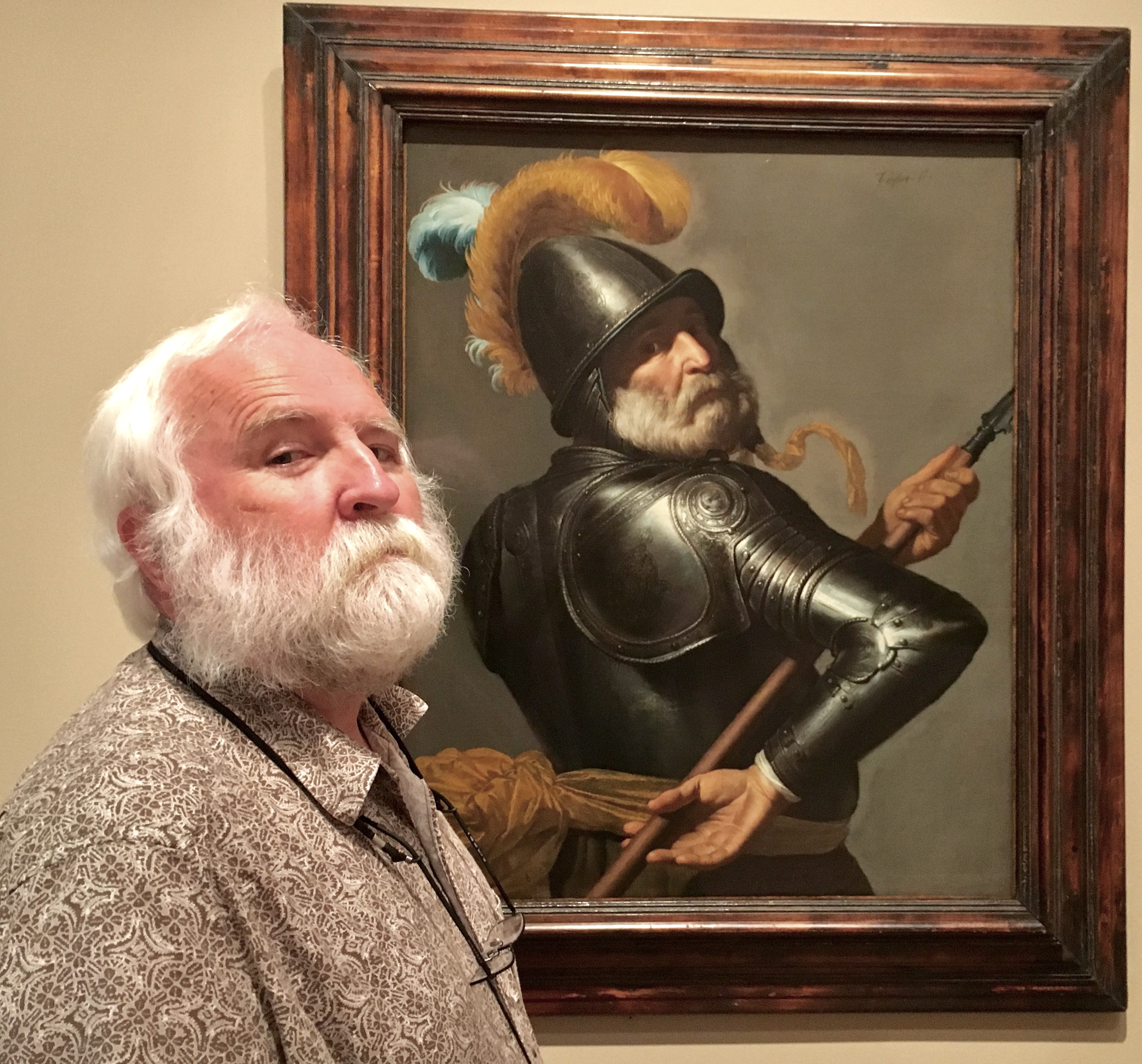
Một trường hợp tò mò về Doppelgänger ngoài đời

Trong tiểu thuyết và văn hóa dân gian, một doppelgänger hay doppelga(e)nger (/ˈdɒpəlɡɛŋər, -ɡæŋər/; tiếng Đức: [ˈdɔpl̩ˌɡɛŋɐ] ⓘ, nghĩa "người song trùng") là một hình dạng trông giống hoặc song song với người hoàn toàn xa lạ thường được biết đến như một chuyện thần bí trong và theo một số quan điểm dân gian truyền thống đây là hiện tượng không may mắn. Trong vài nền văn hóa và truyện khác, họ gọi "người song trùng" là ác quỷ sinh đôi. Thường sẽ mang lại chết chóc để cân bằng nội tại nhưng ngày càng có những cặp đôi được tìm thấy nhưng họ vẫn rất bình thường và khỏe mạnh.
Nhiều nét nghiêng về tâm linh, những người gặp doppelganger thường thấy họ giống nhau nhưng các nét khác sẽ hiện ra sau khi để ý kĩ. Đến nay, các nhà khoa học vẫn chưa có lời giải thích chính xác cho việc này, các giả thuyết cho rằng do các chứng rối loạn thần kinh trong đó có tâm thần phân liệt và chứng rối loại đa nhân cách.
Doppelganger thường là:
+ Người còn sống y hệt người đã mất.
+ Hai người còn sống gần hoặc rất giống nhau nhưng hoàn toàn xa lạ (có thể cùng thời đại thậm chí có trường hợp cách nhau hàng thiên niên kỷ).

## Từ nguyên
Trong tiếng Anh doppelganger là một từ mượn từ tiếng Đức Doppelgänger (Phát âm theo tiếng Đức: [ˈdɔpl̩ɡɛŋɐ]), một danh từ ghép được tạo bởi hai danh từ Doppel(nhân đôi) và Gänger(người đi lại). Trong tiếng Đức, dạng số ít và số nhiều của từ này là như nhau nhưng người viết tiếng Anh thì thường sử dụng dạng số nhiều "doppelgangers". Từ này xuất hiện lần đầu tiên (dù ở dạng hơi khác biệt một chút Doppeltgänger) trong cuốn tiểu thuyết Siebenkäs của nhà văn Jean Paul, trong đó ông giải thích nó là một từ hoàn toàn mới.
Từ này, cũng giống như nhiều danh từ khác trong tiếng Đức, được viết hoa chữ cái đầu tiên: Doppelgänger trong khi ở tiếng Anh, người ta viết tất cả là chữ thường và thay chữ ä bằng chữ a latinh.

## Giai thoại
Người nói tiếng Anh chỉ mới sử dụng từ này với ý nghĩa siêu nhiên trong khoảng vài trăm năm trở lại đây. Thay vào đó Francis Grose đã sử dụng từ "fetch" trong tác phẩm Provincial Glossary của mình, nó được hiểu là "linh hồn của người sống". Cuốn sách về các hiện tượng siêu nhiên The Night-side of Nature(1848) của Catherine Crowe đã giúp cho từ Doppelgänger trở nên phổ biến hơn. Tuy nhiên, câu chuyện về một "bản thể" của con người vốn đã xuất hiện trong rất nhiều câu chuyện dân gian, truyền thuyết, tôn giáo trong suốt chiều dài lịch sử
Trong thần thoại Ai Cập cổ đại, một "ka" là "linh hồn sinh đôi" hữu hình, có ý thức và cảm xúc giống hệt chủ nhân của nó. Tác phẩm Công chúa Hy Lạp đã trình bày quan điểm của người Ai Cập về cuộc chiến thành Troy trong đó một "ka" của nàng Helen đã đánh lừa cả thành Paris, góp phần chấm dứt cuộc chiến. Quan điểm này cũng đã xuất hiện tromg vở kịch Helen của Euripides. Còn trong thần thoại Bắc Âu, một Vardøger (vardyvle) là một hồn ma được nhìn thấy là thực hiện lại những hành động giống hệt một người khác trước đó.

## Trích dẫn
- Brugger, P; Regard, M; Landis, T. (1996). Unilaterally Felt ‘‘Presences’’: The Neuropsychiatry of One’s Invisible Doppelgänger. Neuropsychiatry, Neuropsychology, and Behavioral Neurology 9: 114-122.
- Keppler, C. F. (1972). The Literature of the Second Self. University of Arizona Press.
- Maack, L. H; Mullen, P. E. (1983). The Doppelgänger, Disintegration and Death: A Case Report. Psychological Medicine 13: 651-654.
- Miller, K. (1985). Doubles: Studies in Literary History. Oxford University Press.
- Rank, O. (1971, originally published in German, Der Doppelgänger, 1914). The Double: A Psychoanalytic Study. The University of North Carolina Press.
- Reed, G. F. (1987). Doppelgänger. In Gregory R. L. The Oxford Companion to the Mind. Oxford University Press. pp. 200–201.
- Todd, J; Dewhurst, K. (1962). The Significance of the Doppelgänger (Hallucinatory Double) in Folklore and Neuropsychiatry. Practitioner 188: 377-382.
- Todd, J; Dewhurst, K. (1955). The Double: Its Psycho-Pathology and Psycho-Physiology. Journal of Nervous and Mental Disease 122: 47-55.